# Радченко Олександр Віталійович
Олекса́ндр Віта́лійович Ра́дченко (нар. 8 грудня 1959, с-ще Мирне Червоноармійського району Челябінської області РФ) — вчений у галузі державного управління, письменник.
Член Національної спілки журналістів України (1987), Національної спілки письменників України (1995), Міжнародного союзу іміджмейкерів (2003).

## Життєпис
Народився в селищі Мирне Червоноармійського району Челябінської області РФ 8 грудня 1959 р., українець.
Під час навчання та після закінчення Київського національного університету ім. Тараса Шевченка (1993) за спеціальністю журналістика був кореспондентом, завідувачем відділу та заступником редактора районної газети «Вісник Новоайдарщини». У 1998 р. закінчив з відзнакою Харківський філіал Української академії державного управління при Президентові України за спеціальністю державне управління, після чого працював заступником голови Новоайдарської районної державної адміністрації (1999—2001). З 2004 року на науковій та викладацькій роботі у Харківському регіональному інституті державного управління Національної академії державного управління при Президентові України. Доктор наук з державного управління (2010), професор (2011).
Кандидатську дисертацію захистив 2004 р. з проблем демократизації виборів в Україні та протидії використанню адміністративного ресурсу у виборчому процесі. У докторській дисертації «Ціннісний вимір трансформації державно-політичного режиму в Україні» (2010) запропонував громадянську національну ідею, здатну об'єднати всі регіони нашої держави й консолідувати суспільство на шляху розбудови демократичної системи державної влади.
Проходив наукове стажування в низці закордонних установ: Дойчландбундесакадемії, (Бонн, Німеччина, 1998), Марбургському магістраті (Марбург, Німеччина, 2002), Академії державного та суспільного будівництва при Президенті Республіки Узбекистан (Ташкент, Узбекистан, 2005), Тяньцзінській адміністративній академії (Тяньцзинь, Китай, 2011), Гданському університеті (Польща, 2011).
У своїх наукових працях ґрунтовно досліджує ціннісні, інституційні, процесуальні та психологічні аспекти демократизації державно-владних режимів, факторів та особливостей переходу посттоталітарних держав до сучасної демократії. Сфера наукових і прикладних інтересів охоплює також комунікативну діяльність, PR, вибори, політичні технології, політичну рекламу, адміністративний ресурс, кризовий політичний консалтинг, партійне будівництво. Автор курсу «Тренінг політичної креативності» та низки політичних технологій, зокрема «соціальних договорів».
Автор (співавтор) понад 130 наукових робіт, зокрема підручників «Політична модернізація» (2011), «Державна політика й управління в освіті» (2011), «Політична реклама» (2012), навчальних посібників «Сучасний виборчий PR» (2001 та 2004), «Основи європейської та євроатлантичної інтеграції України» (2006), «Політичні партії як суб'єкт формування політико-управлінської еліти» (2008), «Практикум з історії політичної думки України» (2010), «Політична абетка» (2010), «Соціальна глобалістика» (2011), «Держава і демократія» (2012); 13 статей для Енциклопедичного словника та Енциклопедії з державного управління (2010—2011); 15 монографій та аналітичних розвідок.
Вчений секретар докторської спеціалізованої вченої ради Д64.858.1. Відповідальний секретар наукового фахового видання «Публічне управління: теорія та практика». Науковий керівник та науковий консультант близько 10 кандидатських і докторських дисертацій в галузі державного управління.
Викладає навчальні курси «Основи демократії», «Сучасні політичні інститути і процеси», «Комунікація в публічному адмініструванні», «Інформаційна політика», «Основи інформаційно-аналітичної діяльності», «Політична аналітика і політичне консультування», «Інформаційні виборчі технології». Неодноразово визнавався найкращим лектором Харківського регіонального інституту державного управління Національної академії державного управління при Президентові України.

## Громадська діяльність
Один з фундаторів Народного Руху України в Луганській області (1986—1994). 19 серпня 1991 р. публічно виступив з відозвою-закликом піднятися на боротьбу проти путчистів ГКЧП. Тривалий час займався просвітницькою діяльністю, був головним редактором незалежної культурно-просвітницької газети «Райдуга» (1993—1997), яка зайняла друге місце обласного конкурсу на найкращу газету до 5-річчя незалежності України. Засновник та головний редактор громадської газети «Державне будівництво» (2002—2012). Був організатором і креативним політтехнологом понад 20 виборчих кампаній (1990—2012). Лектор-волонтер Міжнародного республіканського інституту США в Україні (2003—2012).

## Нагороди, відзнаки
- Почесний громадянин смт Новоайдар Луганської обл. (2000).
- Почесна грамота Кабінету Міністрів України (2008) — за значний особистий внесок у забезпечення соціально-культурного розвитку Харківщини.
- Подяка Президента України (2010).
- Орден Рівноапостольного князя Володимира III ступеня (2008).
- медалі: «Захиснику вітчизни» (1999), «За заслуги» III ступеня (2009), «За громадянську мужність» (2009), «За звитягу» (2010), «60 років ООН» (2010), «З нагоди 20-ї річниці незалежності України» (2013).
- Премія імені Івана Франка у галузі інформаційної діяльності (2016) — відзначений у номінації «За найкращу наукову роботу в інформаційній сфері» у складі групи авторів монографії «Україна медійна: на порозі інформаційної революції».
- Лауреат всеукраїнського конкурсу молодих прозаїків у Львові (1994). Переможець у рейтинговому конкурсі «Вища школа Харківщини — найкращі імена» в номінації «науковець» (2011).